# Winiatyńce
Winiatyńce – wieś na Ukrainie w rejonie czortkowskim należącym do obwodu tarnopolskiego. W II Rzeczypospolitej wieś w powiecie zaleszczyckim województwa tarnopolskiego.
W wydanym w 1919 r. „Ilustrowanym przewodniku po Galicyi” Mieczysław Orłowicz podawał: ...za Seretem Winiatyńce, miejsce odpustowe, gdzie 15 sierpnia zbiera się do 20.000 ludzi, z kaplicą kutą w skałach i Kalwaryą (...).
W latach 1943–1944 nacjonaliści ukraińscy z OUN-UPA zamordowali w niej 25 Polaków.
Proboszczem rzymskokatolickiej parafii Matki Bożej Nieustającej Pomocy w Winiatyńcach był ks. Teodor Kasperski, który zainicjował utworzenie Kalwarii Winiatynieckiej. 